# Soissons
|  | Per a altres significats, vegeu «Comtat de Soissons». |

Soissons és un municipi francès, situat al departament de l'Aisne i a la regió dels Alts de França. L'any 1999 tenia 29.453 habitants.
Des de la Caiguda de l'Imperi Romà d'Occident en 476, Siagri, fill d'Egidi, mestre dels soldats de la Gàl·lia, que governava des de 471 quan l'emperador Procopi Antemi li va atorgar el títol de patrici va controlar de manera independent el Regne de Soissons, un enclavament gal·loromà situat entre el Mosa i el Loira, l'últim representant del poder gal·loromà al nord de la Gàl·lia. En 486 Clodoveu lidera l'ofensiva cap al sud i va derrotar Siagri a la batalla de Soissons. Durant el saqueig de Soissons, els soldats robaren els vasos litúrgics d'una església de la diòcesi de Reims, entre els quals un vas d'argent de gran bellesa i valor.
El 15 de juny del 923, durant la batalla de 923, morí Robert I de França, però el seu fill Hug el Gran arengà els soldats mostrant-los el cadàver del seu pare i finalment venceren Carles III de França, que esdevingué un rei sense corona i hagué de cercar refugi a casa del seu vassall Heribert II de Vermandois. Aquest el feu presoner fins a la seva mort el 929 després de sis anys de captiveri.

## Fills il·lustres
- Louis-Albert Delabarre (1809-1885), professor i músic.